# Endomychus pakistanicus
Endomychus pakistanicus es una especie de coleóptero de la familia Endomychidae.

## Distribución geográfica
Habita en Pakistán.